# Felix Schelle
Felix Paul Otto Maria Schelle (* 11. November 1867; † 12. Dezember 1927 in Poppenbüttel) war ein deutscher Oberst, Ritter des Ordens Pour le Mérite sowie während des Ersten Weltkriegs Kommandeur des Infanterie-Regiments Nr. 370.

## Leben
Schelle wurde am 22. März 1887 aus dem Kadettenkorps kommend als chargierter Fähnrich dem Infanterie-Regiment „von Manstein“ (Schleswigsches) Nr. 84 der Preußischen Armee überwiesen. Dort wurde er am 19. September 1888 Sekondeleutnant und als solcher am 24. Oktober 1893 in das II. Seebataillon nach Wilhelmshaven versetzt. Nachdem Schelle am 12. September 1895 zum Premierleutnant befördert worden war, wurde er vom 1. April 1896 bis 31. März 1897 auf das Schulschiff Stein kommandiert sowie vom 1. Oktober 1897 bis 27. Januar 1898 als Führer der Matrosen-Kompanie verwendet. Vom 27. Januar bis 7. Oktober 1898 verwendete man ihn beim III. Seebataillon und anschließend wurde Schelle nach Köln in das Infanterie-Regiment „Freiherr von Sparr“ (3. Westfälisches) Nr. 16 versetzt. Hier versah er bis zum 21. November 1902 seinen Dienst und kam dann nach Rendsburg in das Infanterie-Regiment „Herzog von Holstein“ (Holsteinisches) Nr. 85. Mit seiner Beförderung zum Hauptmann wurde Schelle am 18. April 1903 dort Kompaniechef. Als Major rückte er schließlich am 1. Oktober 1913 in den Regimentsstab auf.

### Erster Weltkrieg
Bei Kriegsausbruch wurde er zum Kommandeur des III. Bataillons des Reserve-Infanterie-Regiments Nr. 76 ernannt. Dieses übte in den ersten Kriegswochen zusammen mit den übrigen Truppen des IX. Reserve-Korps den Grenzschutz zu Dänemark aus, bis es an die Westfront verlegt wurde. Sein Bataillon eroberte in der Schlacht an der Aisne Machemont, die Ferme Attiches, Elincourt und das Schloss Béthancourt. Am 20. Oktober 1915 führte er sein Bataillon, in dem viele Mecklenburger dienten, zur Erstürmung der östlich von Souchez gelegenen Gießeler-Höhe. Die 17. Reserve-Division, der das Regiment inzwischen angehörte, wurde in der Schlacht an der Somme eingesetzt. Im Foureaux-Wald konnte unter seiner Führung das Bataillon dessen Stellung behaupten.
Zum Kommandeur des Reserve-Jäger-Bataillons Nr. 9 wurde Schelle am 12. September 1916 ernannt. Die bei Armentières kämpfenden Jäger standen jedoch nur kurz unter seiner Führung, da er bereits am 22. September 1916 zum Kommandeur des der 10. Ersatz-Division angehörenden Infanterie-Regiments Nr. 370 ernannt wurde. Es focht vom 16. bis 20. April 1917 in der Frühjahrsschlacht Aisne-Champagne und verteidigte sowohl den Pöhl- als auch den Keil-Berg. Von hier aus ging es nach Flandern. Von Mai bis Juni kämpfte sein Regiment bei Poelkapelle und Paschendaele, im Houthoulster Wald und bei Langemark. Im November 1917 wurde sein Regiment an die Ostfront verlegt und blieb bis Februar 1918 in der Ukraine an der galizischen Grenze.
Sein Regiment gehörte zu den an der Ostfront für die Frühjahrsoffensive in Frankreich freigemachten Kräfte und wurde im Februar 1918 in die Nähe von Lille zur Ausbildung für die Durchbruchsschlacht abtransportiert. Das Regiment wurde danach der seinerzeit noch von dem einarmigen General Karl Hoefer befehligten 43. Ersatz-Infanterie-Brigade unterstellt. Unter seiner Führung überschritt am 9. April 1918 in der Schlacht von Armentières sein Regiment als erste deutsche Truppe die Lys, drang weiter vor und eroberte die Stadt Steenwerck. Ohne weitere Unterstützung konnte Schelle die Stadt die kommenden 36 Stunden trotz heftiger Angriffe verteidigen. Für diese Leistung schlug ihn sein Brigadekommandeur, Oberst Friedrich von Taysen, zur Verleihung des Ordens Pour le Mérite vor. Schelle erhielt die höchste preußische Tapferkeitsauszeichnung mit der A.K.O. vom 30. Juni 1918.
Das Regiment focht anschließend bei Bailleul, nahm an der Erstürmung des Kemmelberges und der Abwehr der Wiedereroberungsversuche der Engländer teil. Es folgten wieder Stellungskämpfe. Bei diesen wurde Schelle am 20. September 1918 zum Oberstleutnant befördert.

### Nachkriegszeit
Nach Beendigung des Krieges führte Schelle sein Regiment durch die Eifel über Köln und Düren nach Bielefeld. Dort wurde es ab 14. Dezember 1918 demobilisiert und am 21. Dezember 1918 aufgelöst.
Er kehrte daraufhin nach Rendsburg in seine Friedensgarnison zurück und stellte im Februar 1919 das nach ihm benannte und zum Freikorps Schleswig-Holstein gehörende Freiwilligen-Regiment „Schelle“ auf. Mit jenem ging er nach Berlin, besetzte das Berliner Stadtschloss und nahm mit ihm an der Niederschlagung des Spartakusaufstands teil.
Danach der Reichswehr-Brigade Lettow-Vorbeck zugeteilt, war sein Regiment ab 1. Juli 1919 an der Niederschlagung von Unruhen in Hamburg beteiligt. Schelle wurde mit seinem Regiment in Dienste des Senats gestellt und als Kommandeur der Sicherheitswehr Hamburg hauptsächlich zur Überwachung des Freihafens eingesetzt. Obwohl er sich mit seiner Truppe nicht am Kapp-Putsch beteiligt hatte, wurde Schelle zum 1. Juli 1920 mit dem Charakter als Oberst aus dem aktiven Dienst entlassen.
Seinen Ruhestand verlebte Schelle in Poppenbüttel bei Hamburg, wo er 1927 verstarb.

### Familie
Schelles Witwe Constanze (1870–1954), zwischen den Kriegen Conny genannt, zog 1931 nach Lübeck in das Mehrfamilienhaus des Privatiers Herrmann Lüders in die Kronsforder Allee 30a und wurde 1932 Eigentümerin des Hauses. Sie wurde am 20. Februar in einem Urnengrab auf dem Burgtorfriedhof beigesetzt. Die Ehe blieb kinderlos.

## Auszeichnungen
- Roter Adlerorden IV. Klasse[7]
- Preußisches Dienstauszeichnungskreuz[7]
- Mecklenburgisches Militärverdienstkreuz I. Klasse
- Ritterkreuz des Königlichen Hausordens von Hohenzollern mit Schwertern